# Зудербург
Зудербург (нім. Suderburg) — громада в Німеччині, розташована в землі Нижня Саксонія. Входить до складу району Ільцен. Центр об'єднання громад Зудербург.
Площа — 129,48 км2. Населення становить 4625 ос. (станом на 31 грудня 2021).

## Галерея

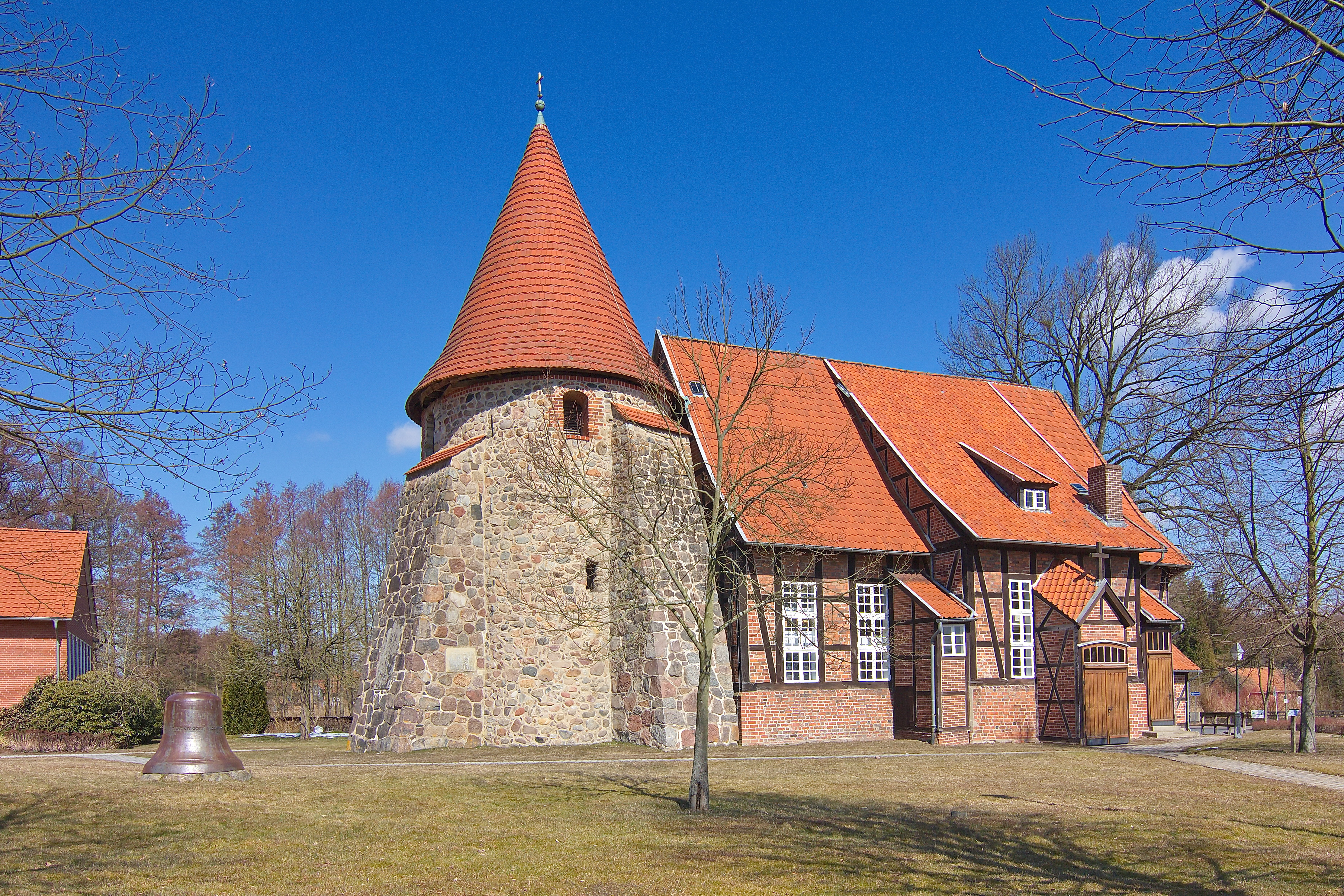
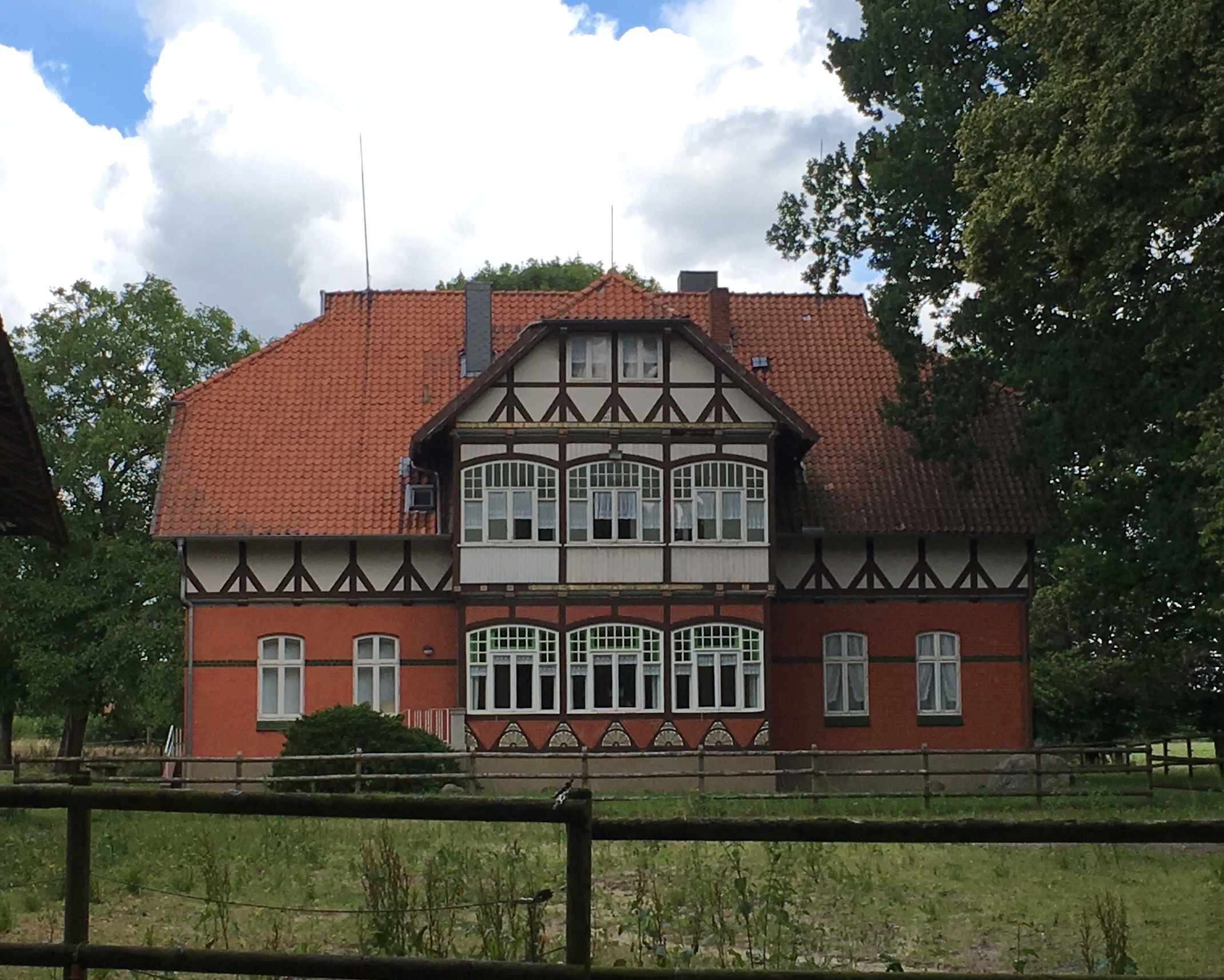
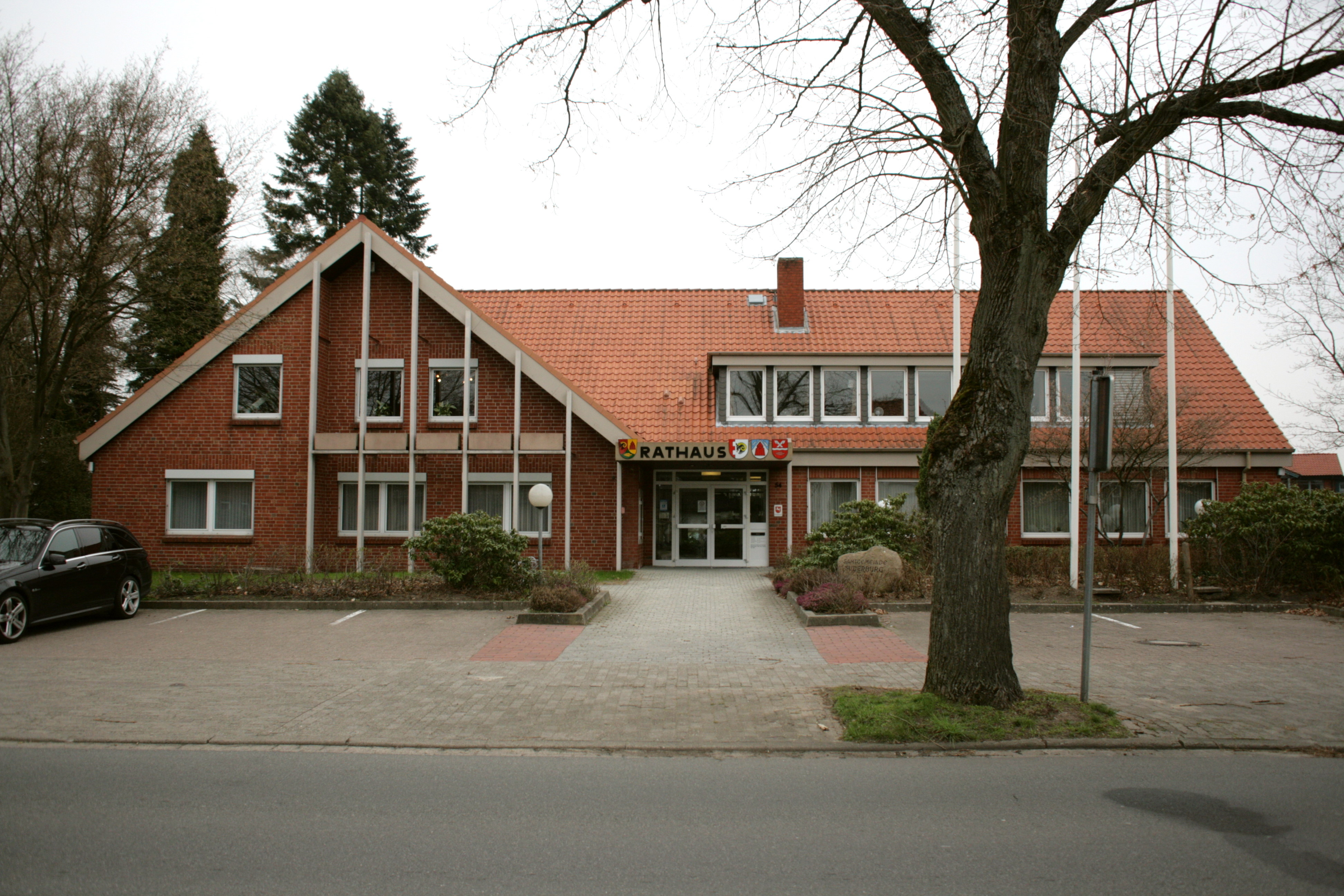
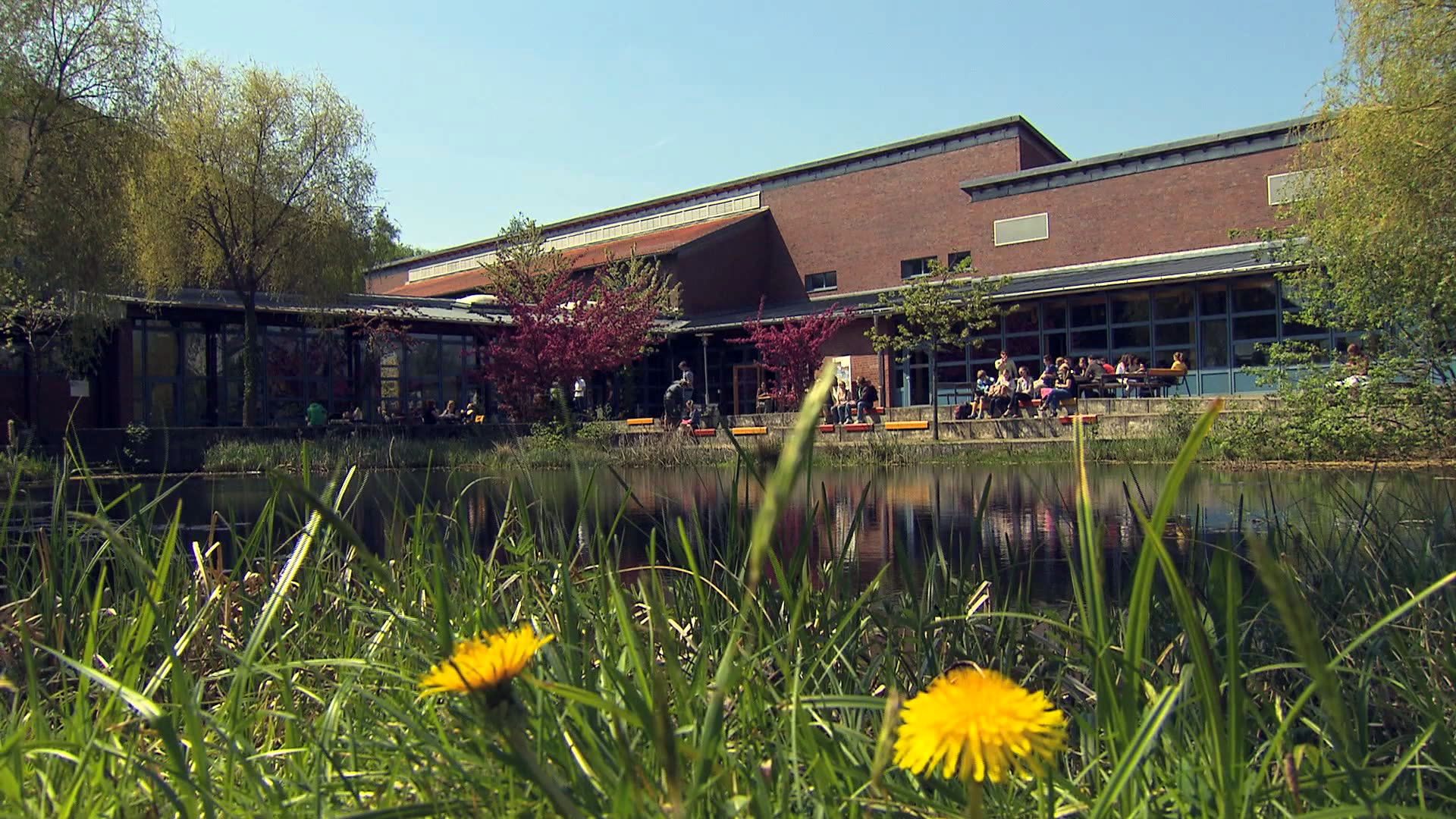